# Олга Куликовска-Романова
Олга Куликовска-Романова (рођена Пупинина, Ваљево, 20. септембар 1926 — Балашиха, 2. мај 2020) је била почасни академик Руске академије уметности (2005), аутор бројних публикација у руској и страној штампи, члан Савеза књижевника Русије. Удовица је Тихона Куликовског-Романова који је био син Олге Александровне и сестрић Николаја II.

## Биографија
Рођена је 20. септембра 1926. године у Ваљеву, у породици руских емиграната. Дипломирала је на Девојачком марјанскомм донском институту у Белој Цркви.
Током Другог светског рата је интернирана у Штутгарт, где је радила у фабрици. Касније се преселила у Венецуелу, где је наставила образовање у области медицине, трговине и архитектуре. Након пресељења у Канаду, радила је као преводилац у државним институцијама.
Године 1986. у Торонту је склопила брак с Тихоном Куликовским-Романовим. Године 1991. са супругом је организовала „Програм помоћи Русији”, добротворни фонд назван по руској великој кнегињи Олги Александровној, њеној свекрви. Од тада, овај фонд је организовао бројне хуманитарне акције. Након смрти њеног мужа 1993. године лично руководи активностима Фонда.
Говорила је седам језика. Поред матерњег руског, говорила је и српски, француски, италијански, немачки, шпански и енглески језик.
Преминула је 2. маја 2020. године у Балашихи. Сахрањена је поред свог мужа на торонтском гробљу Јорк.

## Галерија
- Олгин гроб на гробљу Јорк у Торонту